# Institutionalisierte Dauerreflexion
Institutionalisierte Dauerreflexion ist ein Begriff, den Helmut Schelsky 1957 in die Religionssoziologie einführte. Damit beschreibt Schelsky die moderne Form des christlichen Glaubens, die nicht mehr auf der Identifizierung mit vorgegeben-eindeutigen Wahrheiten basiert, sondern durch institutionalisierte Reflexionen von Relativierung zu Relativierung voranschreitet. 
In seinem Aufsatz Ist die Dauerreflexion institutionalisierbar? stellte Schelsky die Frage danach, ob und wie eine christliche Gemeinde den Glauben vor dem Hintergrund solcher Relativierungen organisieren kann. Seine Antwort lautete, der Glaube werde durch eine Gesprächskultur erhalten (Tagungen, Christliche Akademien, Gesprächskreise, Beratung in der Beichte), die mehr und mehr die herkömmliche Form des Gemeindelebens zurückdrängt. Derart institutionalisierte Gesprächskultur reicht laut Schelsky über das Feld der Religionssoziologie in andere Bereiche. Damit widersprach er seinem Lehrer Arnold Gehlen, der beklagt hatte, dass die moderne Subjektivität nicht institutionalisierbar sei.